# Dornbirn (huyện)
The Bezirk Dornbirn là một huyện hành chính (Bezirk) ở Vorarlberg, Áo. Huyện này đã được tách từ Feldkirch năm 1969.
Huyện này có diện tích 172,37 km², dân số là 75.901 (15 tháng 5 năm 2001), và mật độ dân số 440 người trên mỗi km². Trung tâm hành chính huyện là Dornbirn.
| Năm    | 1869  | 1880  | 1890  | 1900  | 1910  | 1923  | 1934  | 1939  | 1951  | 1961  | 1971  | 1981  | 1991  | 2001  |
| ------ | ----- | ----- | ----- | ----- | ----- | ----- | ----- | ----- | ----- | ----- | ----- | ----- | ----- | ----- |
| Dân số | 16801 | 18056 | 20836 | 25066 | 31159 | 27899 | 30897 | 32079 | 39814 | 49845 | 62051 | 68708 | 72750 | 75901 |

Nguồn: Statistik Austria

## Phân chia hành chính
Huyện này được chia thành 3 đô thị, hai trong số đó là thị xãs, và the third là một market town. Notably, these three are the biggest town ở Vorarlberg (Dornbirn), the youngest town ở Vorarlberg to receive town privileges (Hohenems, ở 1983), và the largest market town ở Áo (Lustenau).

### Thị xã
1. Dornbirn (46.060)
2. Hohenems (15.412)

### Phố thị
1. Lustenau (21.273)

(dân số thời điểm 31 tháng 3 năm2008)